# Edward Hays
Major Edward James Eric Gerard Hays (* 11. Januar 1900 in Little Millington; † 2. Februar 1959 auf St Mary’s) war ein britischer Autorennfahrer.

## Karriere als Rennfahrer
Edward Hays war 1928 als Teamkollege von Clive Gallop beim 24-Stunden-Rennen von Le Mans am Start. Die Teilnahme endete nach einem Unfall im Lagonda OH 2-Litre Speed  vorzeitig. Weitere Rennstarts hatte er bei der RAC Tourist Trophy und beim 2 × 12-Stunden-Rennen von Brooklands 1930.

## Statistik

### Le-Mans-Ergebnisse
| Jahr | Team                  | Fahrzeug                 | Teamkollege  | Platzierung | Ausfallgrund |
| ---- | --------------------- | ------------------------ | ------------ | ----------- | ------------ |
| 1928 | Lagonda Motor Company | Lagonda OH 2-Litre Speed | Clive Gallop | Ausfall     | Unfall       |